# Jonas Rickaert
Jonas Rickaert (Waregem, 7 febbraio 1994) è un ciclista su strada e pistard belga che corre per il team Alpecin-Deceuninck; professionista dal 2014, ha vinto la Dwars door het Hageland 2020.

## Palmarès

### Strada
- 2011 (Juniores)

3ª tappa Coupe du Président de la Ville de Grudziądz (Świecie > Świecie)
- 2012 (Juniores)

1ª tappa, 2ª semitappa Coupe du Président de la Ville de Grudziądz (Jabłonowo Pomorskie > Jabłonowo Pomorskie)
Classifica generale Coupe du Président de la Ville de Grudziądz
2ª tappa, 1ª semitappa Keizer der Juniores (Wulpen, cronometro)
- 2017 (Sport Vlaanderen-Baloise, una vittoria)

Gran Premio Marcel Kint
- 2020 (Alpecin-Fenix, una vittoria)

Dwars door het Hageland

#### Altri successi
- 2016 (Topsport Vlaanderen-Baloise)

Grote Prijs Frans Melckenbeek
- 2023 (Alpecin - Deceuninck)

Memorial Briek Schotte

### Pista
- 2012 (Juniores)

Campionati belgi, Inseguimento individuale Junior
Campionati belgi, Americana Junior (con Otto Vergaerde)
Campionati belgi, Velocità a squadre Junior (con Michael Goolaerts e Laurent Wernimont)
Campionati belgi, Inseguimento a squadre Junior (con Aimé De Gendt, Michael Goolaerts e Laurent Wernimont)
Campionati belgi, Chilometro Junior
- 2013

Campionati belgi, Inseguimento a squadre (con Tiesj Benoot, Aimé De Gendt e Otto Vergaerde)
- 2014

Campionati belgi, Inseguimento individuale
- 2017

Campionati belgi, Omnium

## Piazzamenti

### Grandi Giri
- Tour de France

2021: 95º
2023: 114º
2024: fuori tempo massimo (12ª tappa)
2025: 98º

### Classiche monumento
- Giro delle Fiandre

2016: ritirato
2017: 94º
2018: ritirato
2020: 53º
2021: 90º
- Parigi-Roubaix

2016: ritirato
2017: fuori tempo massimo
2021: 45º
2023: 48º
2025: 66º

### Competizioni mondiali
- Campionati del mondo su pista

Mosca 2011 - Corsa a punti Junior: 15º
Mosca 2011 - Americana Junior: ritirato
Invercargill 2012 - Inseguimento a squadre Junior: 6º
Invercargill 2012 - Omnium Junior: 6º
Invercargill 2012 - Americana Junior: 2º
Minsk 2013 - Inseguimento individuale: 19º
Cali 2014 - Inseguimento a squadre: 9º
Cali 2014 - Inseguimento individuale: 20º

### Competizioni europee
- Campionati europei su pista

Anadia 2011 - Inseguimento a squadre Junior: 7º
Anadia 2011 - Corsa a punti Junior: 4º
Anadia 2011 - Americana Junior: 3º
Anadia 2012 - Inseguimento a squadre Junior: 9º
Anadia 2012 - Omnium Junior: 2º
Anadia 2012 - Americana Junior: 5º
Anadia 2013 - Inseguimento individuale Under-23: 16º
Anadia 2013 - Inseguimento a squadre Under-23: 5º
Anadia 2013 - Americana Under-23: 12º
Apeldoorn 2013 - Corsa a punti: squalificato
Anadia 2014 - Inseguimento individuale Under-23: 20º
Anadia 2014 - Inseguimento a squadre Under-23: 6º
Anadia 2014 - Corsa a punti Under-23: ritirato
Anadia 2014 - Americana Under-23: 10º
Atene 2015 - Inseguimento individuale Under-23: 14º
Atene 2015 - Inseguimento a squadre Under-23: 9º
Atene 2015 - Corsa a punti Under-23: 22º
Montichiari 2016 - Inseguimento individuale Under-23: 21º
Montichiari 2016 - Inseguimento a squadre Under-23: 7º
Montichiari 2016 - Omnium Under-23: 8º